# Assala Kofane
Assala Kofane est un acteur camerounais né dans la ville de Mbalmayo au Cameroun. Il est connu pour ses rôles dans les films Kankan, Enterrés.

## Biographie
Assala Kofane a joué dans plusieurs films notoires notamment Kankan, Caller ID: UnKnown. Il a incarné également des rôles principaux dans les films: The Gift, Enterrés sous le personnage Assan ,, Caller ID: Unknown sous le personnage Essono,. Il est nommé plusieurs fois aux LFC Awards où il obtient une double récompense en 2022 et 2023 respectivement comme meilleur acteur dans un rôle secondaire et meilleur acteur dans un rôle principal,,.

## Filmographie
- 2018: The Gift, d'Alain Bomo Bomo
- 2018: Angles, de Frank Thierry Lea Malle
- 2018: Neighbour, de Stella Tchuisseu
- 2018: Octogone, de Oumar Sanda
- 2018: Coup 2 Face, de Oumar Nsangou
- 2019: Karma, de Laura Targha
- 2020: Buried, de Françoise Ellong
- 2022: Kankan, de Joseph Akama
- 2023: Caller ID: Unknown, de Midzebele Defang Konrad[9],[6]
- 2025: Révélations scandaleuses, Ebenezer Kepombia

## Distinctions

### Récompenses
- LFC Awards 2022: Meilleur acteur dans Kankan
- LFC Awards 2023: Meilleur acteur dans un premier rôle dans Caller ID: Unknown[6]

### Nominations
- LFC Awards 2019: Meilleur acteur[7]
- LFC Awards 2022: Meilleur acteur dans un second rôle[8]
- LFC Awards 2023: Meilleur acteur dans un premier